# اورفگن
اورفگن (به آلمانی: Orfgen) یک شهر در آلمان است که در راینلاند-فالتس واقع شده‌است.

## خصوصیات
اورفگن ۲۴۷ نفر جمعیت دارد.